# Kim DeLonghi
Kimberly „Kim“ DeLonghi (* in Pickering, Ontario; bürgerlich Kimberly Marlene Backman) ist eine kanadische Schauspielerin und Filmproduzentin.

## Leben
DeLonghi wurde in Pickering geboren. Von 1990 bis 1993 besuchte sie die Carleton University, an der sie Englische Sprache und Literatur studierte und ihr Studium mit einem Bachelor of Arts abschloss. 1995 besuchte sie die University of Toronto. Ab 2013 erhielt sie Schauspielunterricht an der Sears & Switzer.
2016 machte sie ihre ersten Schritte als Fernsehschauspielerin als Episodendarstellerin in den Fernsehserien Das Böse im Blick – Augenzeuge Kamera und Es war Mord!. 2018 gab sie ihr Spielfilmdebüt in The Handmaid’s Tale – Der Report der Magd. 2019 erhielt sie eine Rollenbesetzung im Film Beyond the Law, an dem sie auch als ausführende Produzentin fungierte. 2021 stellte sie im Film The Last Son die Rolle der Grace dar. Im Folgejahr war sie im Tierhorrorfilm Maneater in der Rolle der Beth zu sehen. In beiden Filmen gehörte sie zusätzlich zum Produktionsteam. 2022 spielte sie außerdem in den Filmen Code Name Banshee und Marlowe mit. 2022 produzierte sie den Film Acidman mit.

## Filmografie (Auswahl)

### Schauspiel
- 2016: Das Böse im Blick – Augenzeuge Kamera (See No Evil, Fernsehserie, Episode 2x02)
- 2016: Es war Mord! (Motives & Murders: Cracking the Case, Fernsehserie, Episode 6x05)
- 2017: Internet der Lügen (Web of Lies, Fernsehserie, Episode 4x02)
- 2017: Paranormal Survivor (Fernsehserie, Episode 3x04)
- 2017: John vs the Parents (Kurzfilm)
- 2018: Forbidden: Dying for Love (Fernsehserie, Episode 3x04)
- 2018: The Handmaid’s Tale – Der Report der Magd (The Handmaid’s Tale, Fernsehserie, Episode 2x12)
- 2019: Beyond the Law
- 2019: New Year’s Kiss (Fernsehfilm)
- 2021: The Last Son
- 2021: Castle Falls
- 2022: Maneater
- 2022: Code Name Banshee
- 2022: Marlowe
- 2023: The Flood
- 2023: Dead Man’s Hand
- 2024: The Last Girl (Cult Killer)
- 2024: Classified
- 2025: Guns of Redemption

### Produktion
- 2019: Beyond the Law
- 2021: The Last Son
- 2022: Maneater
- 2022: Acidman